# Vysoká Lhota (Čerčany)
Vysoká Lhota (Duits: Hohen Lhota, Hohenlhota of Hohenlhota bei Tschertschan) is een Tsjechische plaats in de gemeente Čerčany in de regio Midden-Bohemen en maakt deel uit van het district Benešov.
Vysoká Lhota telt 508 inwoners (2021).

## Geschiedenis
De eerste schriftelijke vermelding van het dorp dateert van 1437. Sinds 1967 maakt Vysoká Lhota deel uit van de gemeente Čerčany.

## Verkeer en vervoer

### Autowegen
Weg I/3 loopt naar en regionale weg III/1095 loopt door het dorp.

### Spoorlijnen
In Vysoká Lhota ligt spoorweghalte Pyšely. Dat station is genoemd naar de 2 km verderop gelegen stad en ligt aan spoorlijn 221 Praag - Benešov. Voor overige bestemmingen kan naar Čerčany worden gereisd, waar drie spoorlijnen samenkomen.

### Buslijnen
Er is één bushalte in het dorp:
| Halte                 | Lijn | Traject          | Vervoerder   |
| --------------------- | ---- | ---------------- | ------------ |
| Čerčany, Vysoká Lhota | 796  | Benešov - Pyšely | ČSAD Benešov |

## Bezienswaardigheden
In Vysoké Lhota staat een kasteel, wat tevens het enige monument is binnen de gemeente Čerčany. In het kasteel is een privémuseum gevestigd dat diverse filmattributen bezit die afkomstig zijn van de firma EQUI HANUŠ.

## Galerij

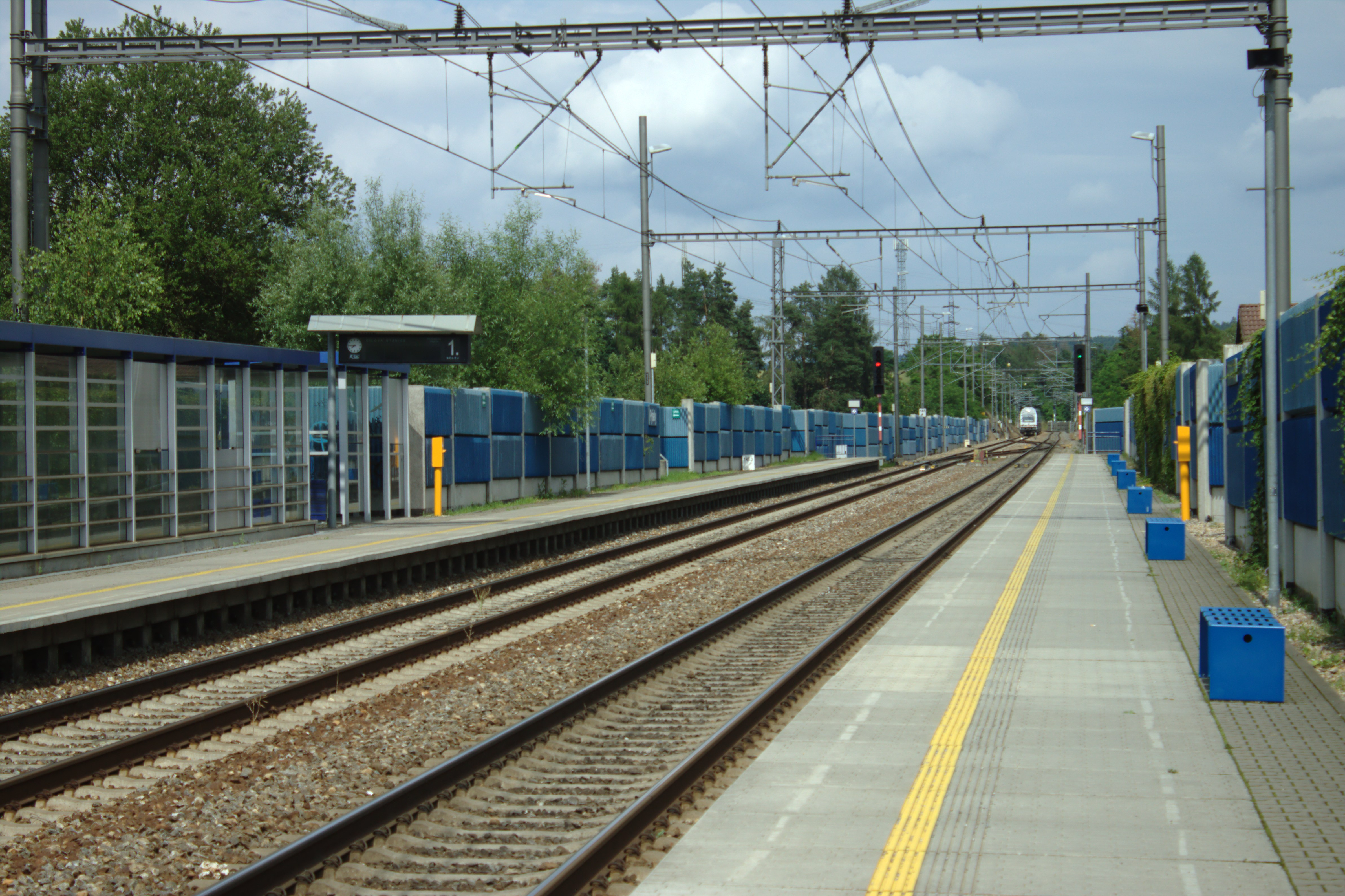
Station Pyšely (2016)
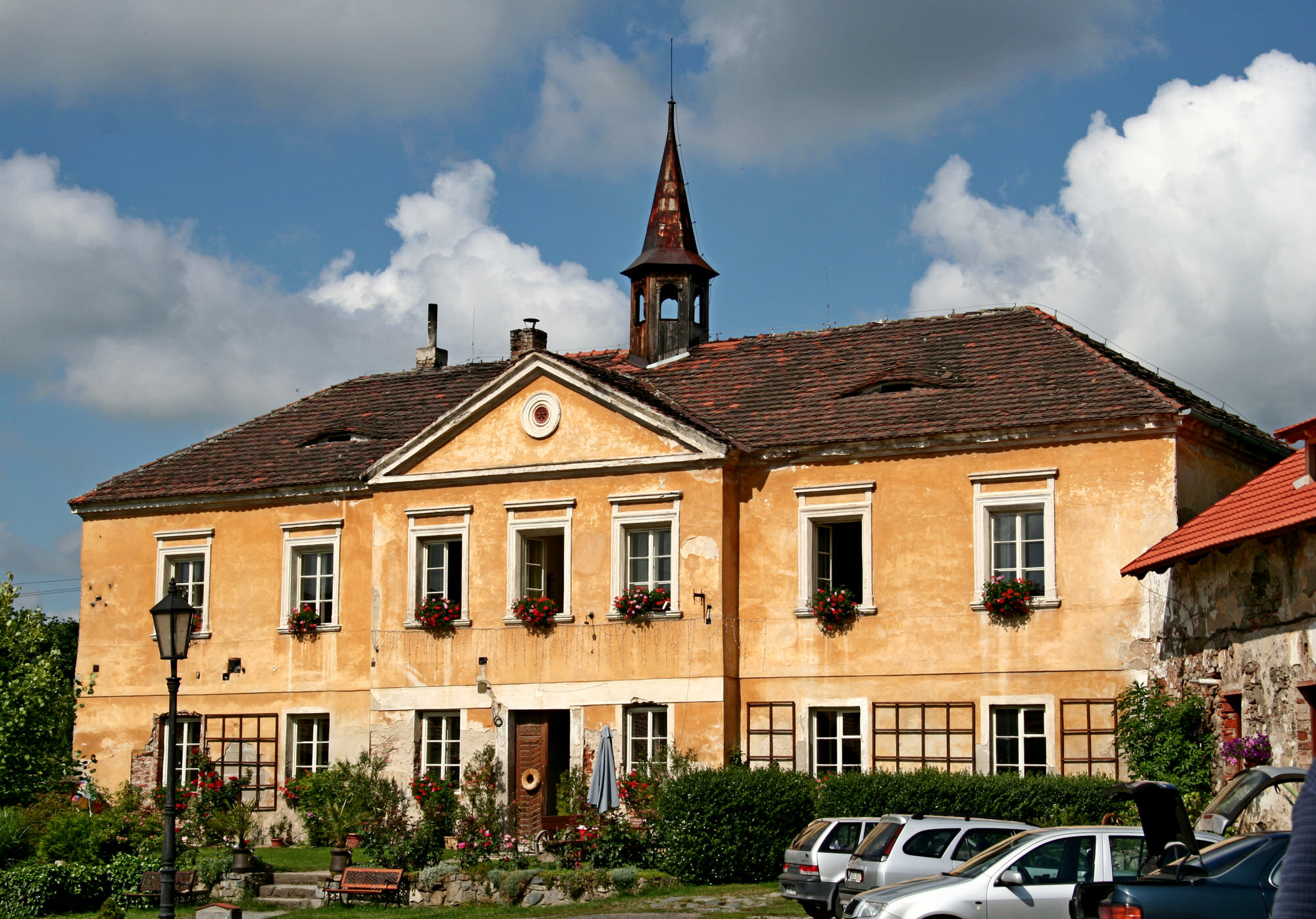
Kasteel annex museum (2009)
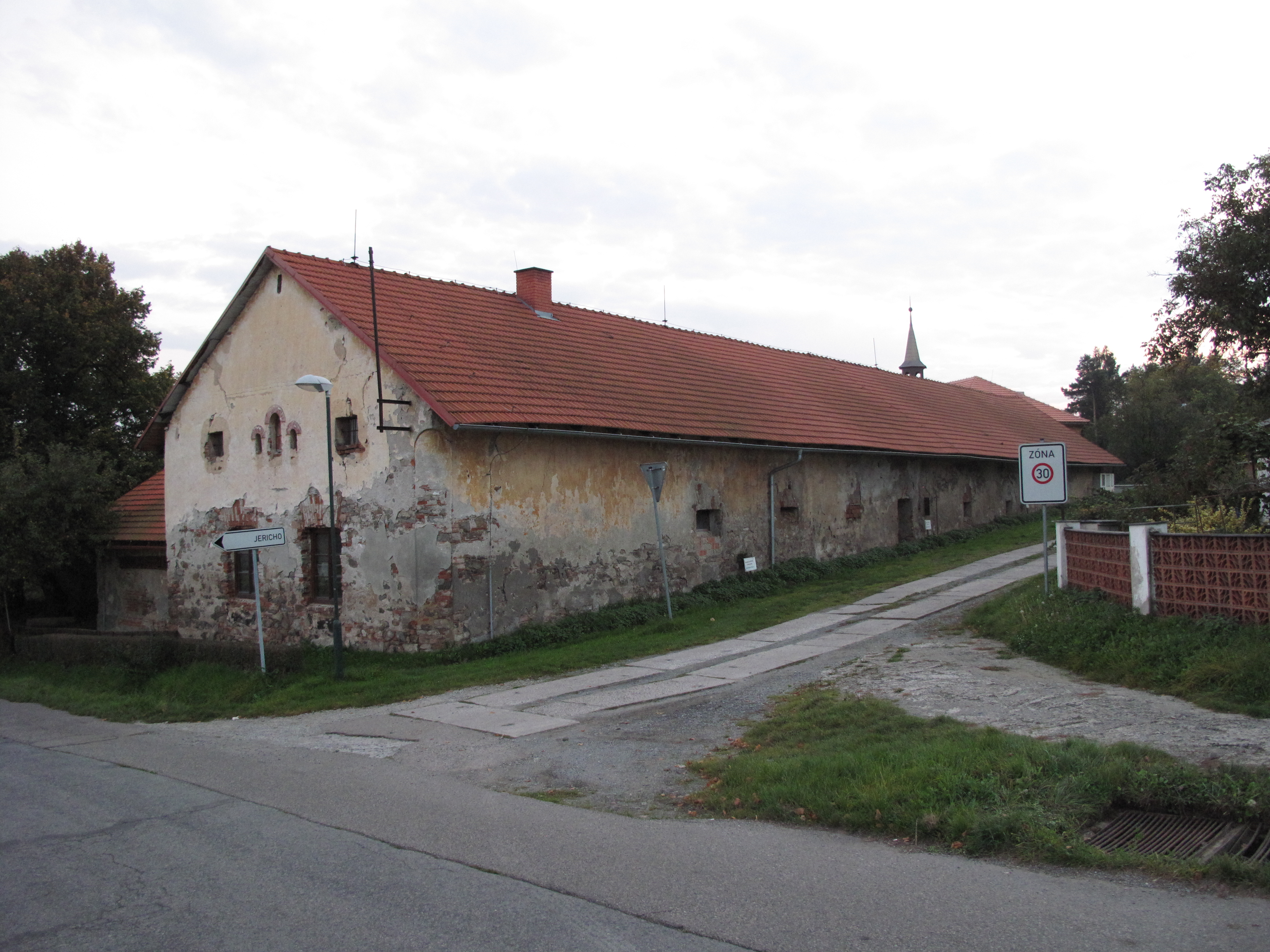
Noordelijke kasteelvleugel (2014)
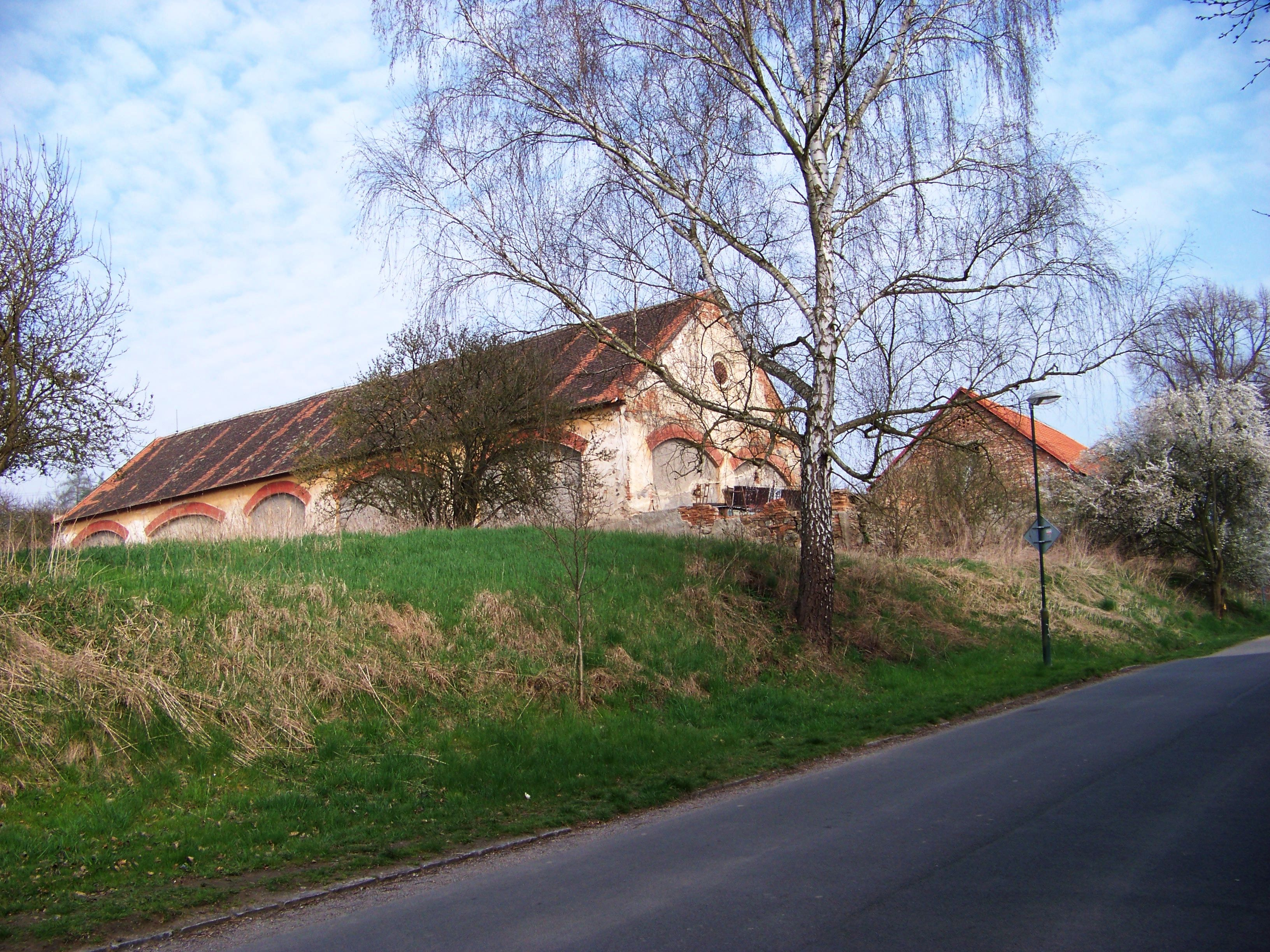
Nabij het kasteel (2014)
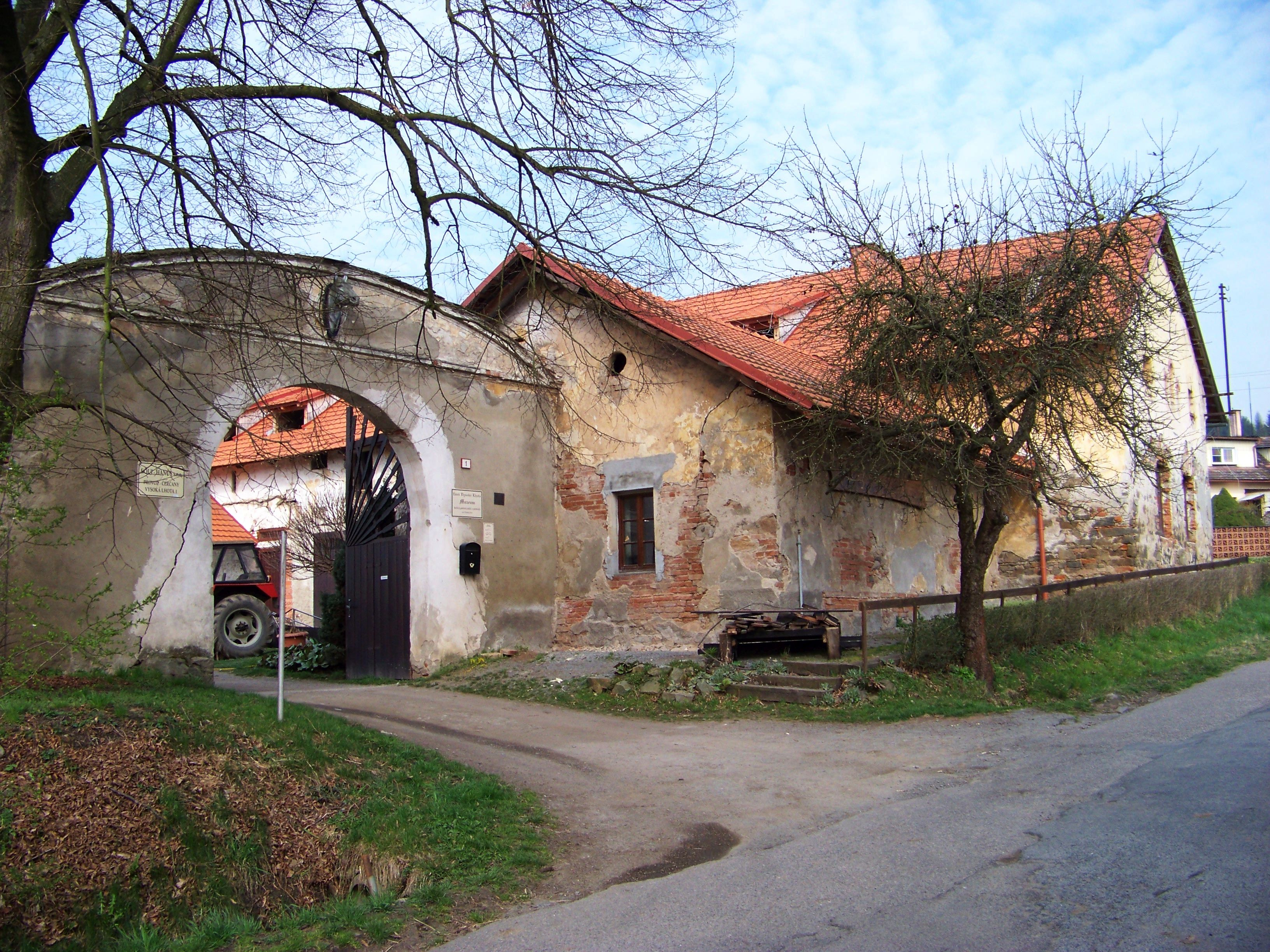
Toegangspoort van het kasteel (2014)
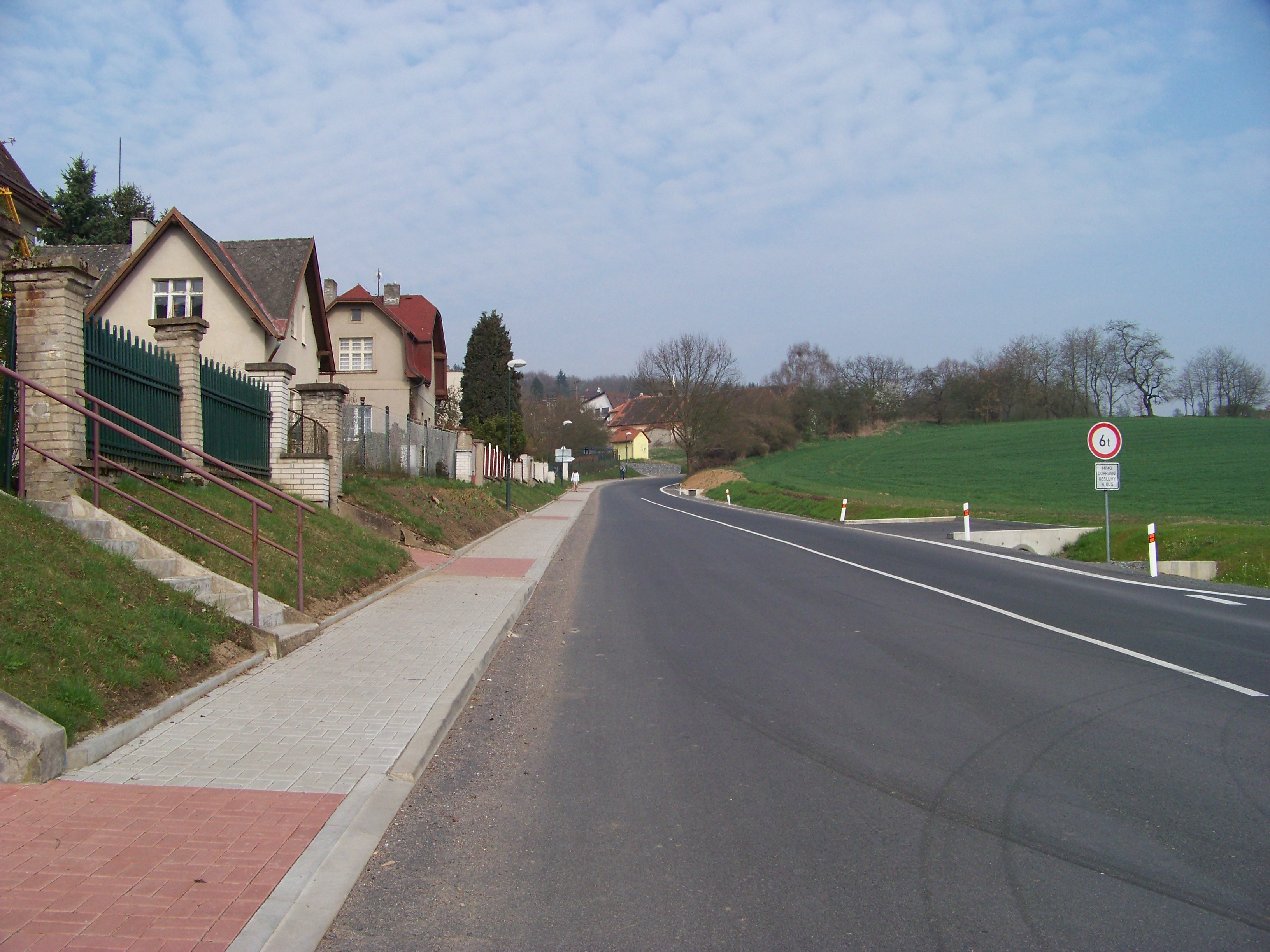
Brigádníkůstraat (2014)